# 1er régiment d'hélicoptères de combat
Le 1er régiment d’hélicoptères de combat de l'ALAT est créé le 1er août 1977. Il reprend les traditions du 1er puis 21e groupe aérien d'observation d'artilleriele 3 mai qui s'est particulièrement illustré en Indochine, méritant six citations, dont quatre à l'ordre de l'armée puis deux à l'ordre du corps d'armée et l'attribution de la fourragère aux couleurs du ruban de la médaille militaire. Cette filiation est rappelée par l'inscription "Indochine 1946-1954" portée sur l'étendard qui a été solennellement remis au régiment le 27 juin 1980. Cité à l'ordre de l'armée, le régiment reçoit la Croix de guerre des TOE avec palme le 11 juillet 1991.
Le régiment occupe l'ancienne base aérienne de Phalsbourg-Bourscheid utilisée par l'United States Air Forces in Europe jusqu'en 1967 et renommée quartier La Horie. Cette base a été construite par des entreprises françaises pour les Américains en 1953.

## Création et différentes dénominations
- 20 novembre 1945 : 1er groupe aérien d'observation d'artillerie (1er GAOA) ;
- 1er octobre 1950 : 21e groupe aérien d'observation d'artillerie ;
- 31 décembre 1953 : dissolution ;
- janvier 1968 : création à Nancy de l'escadrille de liaison du 1er corps d'armée (ELCA) ;
- 1er juillet 1969 : création à Phalsbourg du groupe d'aviation légère

du 1er corps d'armée (GALCA 1) à partir de l'escadrille de liaison du 1er corps d'armée de Nancy et du 3e groupe d'aviation légère de l'Armée de terre de Rennes ;
- 1er août 1977 : le GALCA 1 devient le 1er régiment d'hélicoptères de combat (1er RHC).

## Colonels/Chefs de Corps
| Chef de Corps                                | Date                                |
| -------------------------------------------- | ----------------------------------- |
| Colonel Baffeleuf Georges                    | 1er août 1977 - 24 août 1978        |
| Lieutenant-colonel Martini André             | 25 août 1978 - 23 juin 1981         |
| Lieutenant-colonel Pfister Alain             | 24 juin 1981 - 15 novembre 1981 (+) |
| Chef de bataillon Durand François            | 16 novembre 1981 - 11 janvier 1982  |
| Lieutenant-colonel Archambeaud Hugues        | 12 janvier 1982 - 21 juin 1984      |
| Lieutenant-colonel Morvan Marcel             | 22 juin 1984 - 25 juin 1986         |
| Lieutenant-colonel Davout d'Auerstaedt Armel | 26 juin 1986 - 29 juin 1988         |
| Lieutenant-colonel Massou Michel             | 30 juin 1988 - 28 juin 1990         |
| Lieutenant-colonel Hotier Jean-Luc           | 29 juin 1990 - 25 juin 1992         |
| Lieutenant-colonel Le Neven Roch             | 26 juin 1992 - 30 juin 1994         |
| Lieutenant-colonel Foudriat Michel           | 1er juillet 1994 - 30 juin 1996     |
| Lieutenant-colonel Tanguy Patrick            | 1er juillet 1996 - 30 juin 1998     |
| Lieutenant-colonel Brastel Hugues            | 1er juillet 1998 - 30 juin 2000     |
| Lieutenant-colonel Lefebvre Patrick          | 1er juillet 2000 - 25 juin 2002     |
| Lieutenant-colonel Guichard Pascal           | 26 juin 2002 - 30 juin 2004         |
| Lieutenant-colonel Grintchenko Michel        | 1er juillet 2004 - 30 juin 2006     |
| Lieutenant-colonel Auriault Hervé            | 1er juillet 2006 - 31 juillet 2008  |
| Colonel Bayle Alain                          | 1er août 2008 - 31 mai 2010         |
| Lieutenant-colonel de Laforcade Thibault     | 1er juin 2010 - 25 juin 2012        |
| Colonel Barbry Frédéric                      | 26 juin 2012 - 26 juin 2014         |
| Colonel Beutter Frédéric                     | 26 juin 2014 - 28 juin 2016         |
| Colonel de Fautereau Simon                   | 28 juin 2016 - 28 juin 2018         |
| Lieutenant-colonel Fernando Hervé            | 28 juin 2018 - 29 juillet 2020      |
| Colonel Jérôme Statucki                      | 29 juillet 2020 - 30 juin 2022      |
| Colonel Vincent Michon                       | 30 juin 2022 - 31 juillet 2024      |
| Colonel Brice Erbland                        | 31 juillet 2024 -                   |

## Historique des garnisons, combats et batailles du1erRHC et des unités dont il reprend les traditions

### De 1945 à 1977
1945 : Camp de Valdahon (jusqu'en février 1946)

#### Guerre d'Indochine
Février 1946 : arrivée en Indochine
janvier 1952 : transfert dans le Tonkin
1953 : Bataille de Dien Bien Phu

### Depuis sa création

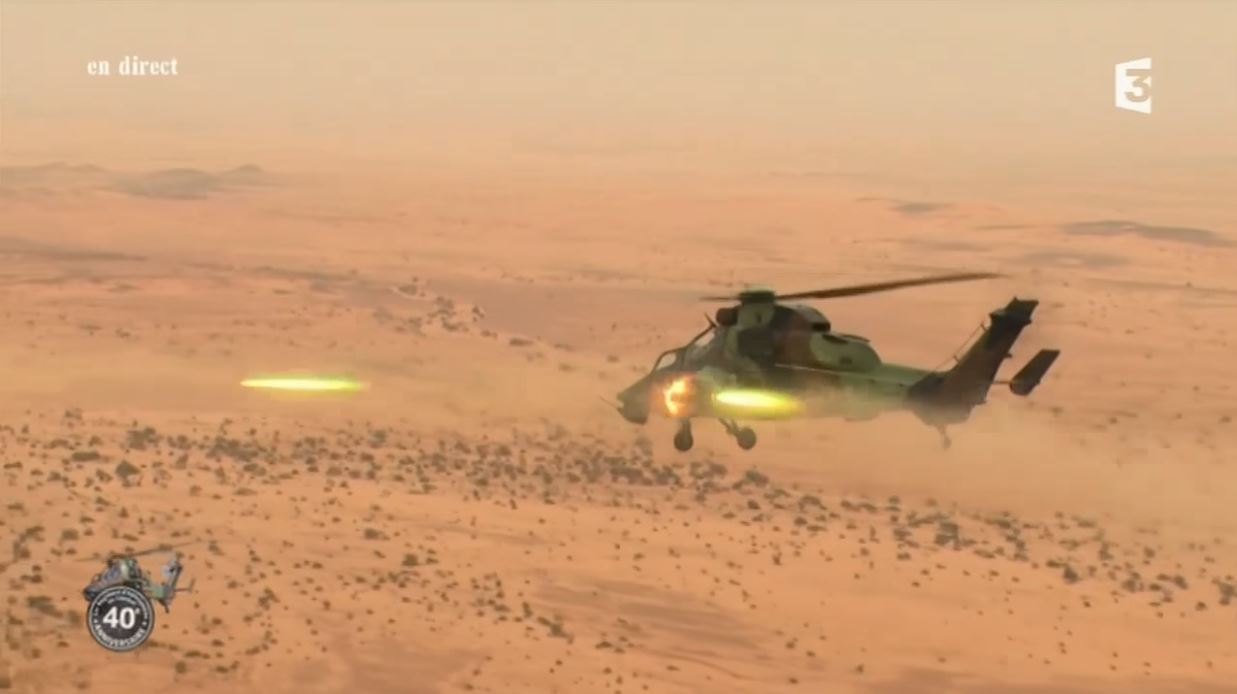
Un hélicoptère Tigre du 1er RHC en 2017 lors de l'opération Barkhane au Mali.

La régiment occupe l'ancienne base aérienne de Phalsbourg-Bourscheid - renommée quartier La Horie - depuis le 1er juillet 1969.
- De 1982 à 1985, le régiment est intégré à la « force Éclair » puis à la brigade aéromobile expérimentale.
- De 1985 à 1999, il fait partie de la 4e division aéromobile au sein de la force d'action rapide.
- En 1990, le 1er RHC prend part à l'opération Daguet en Irak. Il a été également engagé au Tchad (Épervier), à Djibouti, en Somalie, en ex-Yougoslavie, au Kosovo (Trident), au Timor, en Côte d'Ivoire (Licorne) ,en Afghanistan (Pamir), en Libye (Harmattan), au Mali (Serval) et en République Centrafricaine (Sangaris).
- Le 1er juillet 1999, la 4e division aéromobile devient la 4e brigade aéromobile.
- Après la dissolution de la 4e brigade aéromobile en juin 2010, les trois régiments d'hélicoptères de combat (1er RHC de Phalsbourg, 3e RHC d'Étain et 5e RHC de Pau) passent sous le commandement direct du commandement des forces terrestres (CFT) situé à Lille via la division aéromobilité.
- Le 5 juillet 2016, la 4e brigade d'aérocombat est réactivée.
- En 2024, la 4e brigade d'aérocombat rejoint le nouveau Commandement des actions dans la profondeur et du renseignement.

## Faits d'armes faisant particulièrement honneur au régiment
« Il porte, cousues en lettres d'or dans ses plis, les inscriptions suivantes » :
- Indochine 1946-1954
- Koweït 1990-1991[4]

## La réserve
Le régiment détient également une Unité d'Intervention de Réserve, issue de la réserve opérationnelle : l'Escadrille de défense et d'aide au déploiement. 
Les réservistes sont entre autres employés en Opération Sentinelle et pour divers services régimentaires. Prenant part aux exercices de différents échelons, elle est pleinement
intégrée dans le fonctionnement du régiment.
En plus des périodes d'instruction, plusieurs formations se déroulent :  telles que la Formation militaire initiale du réserviste, le certificat d'aptitude militaire élémentaire, le certificat d'aptitude technique élémentaire.

## Devise
- PRIMUS PRIMORUM (Le premier parmi les premiers) le 1er RHC honore sa devise. Il est le régiment le plus décoré de l'ALAT.

## Décorations
Le 21e groupe aérien d'observation d'artillerie s'est particulièrement illustré durant la guerre d'Indochine, ce qui lui a valu la Croix de guerre des TOE avec six citations, dont quatre palmes et deux étoiles de vermeil, et l'attribution de la fourragère aux couleurs du ruban de la Médaille militaire (fourragère de couleur jaune et verte). 
Cité à l'ordre de l'armée, le régiment reçoit une nouvelle fois la Croix de guerre des TOE avec palme le 11 juillet 1991 pour son engagement dans la guerre du Golfe.
Le 11 novembre 2011, le régiment reçoit la Croix de la Valeur militaire avec palme pour son engagement dans l'opération "Harmattan" en Libye de mai à juillet 2011.
.
Le 4 octobre 2012, il reçoit une seconde palme sur sa Croix de la Valeur militaire pour son engagement en Côte d'Ivoire.
La décision 17 octobre 2024 attribue au régiment une Croix de la Valeur militaire avec palme pour son engagement dans l'opération "Serval - Barkhane" au Sahel.
L'arrêté du ministre des armées du 14 mars 2025, attribue au régiment, la fourragère aux couleurs du ruban de la Croix de la Valeur militaire